# Milton Rodríguez
Milton Fabián Rodríguez Suárez (Cali, 28 aprile 1976) è un ex calciatore colombiano, di ruolo attaccante.

## Carriera

### Club
Dopo aver giocato in Colombia è passato al Dallas.

### Nazionale
Conta tre presenze con la nazionale colombiana.

## Palmarès
- Western Conference: 1

FC Dallas : 2010